# Scout Motors Traveler
Scout Traveler — позашляховик, який буде вироблятися Scout Motors з 2027 року. 

## Історія
В 2022 році Volkswagen анонсував відродження International Harvester Scout під маркою Scout Motors. В вересні 2024 року на сайті компанії з'явилося число презентації: 24 жовтня 2024 року, що означає 44 роки після закінчення виробництва IH Scout. 
24 жовтня 2024 представили нові Scout Traveler та Terra. Як і очікувалося, електричні версії Terra і Traveler будуть запропоновані, але несподіваним варіантом є версія з подовженим запасом ходу (EREV). Електричні версії з батареями оснащені парою електродвигунів, і хоча дані про потужність не оприлюднені, Scout каже, що дует забезпечить 1355 Нм крутного моменту, що дозволить їм розганятися до 96 км/год всього за 3,5 секунди. В основі обох моделей лежить передова 800-вольтна електрична архітектура, яка дозволить варіантам BEV проїхати до 563 км на одному заряді. Щоб вирішити проблеми з заряджанням, Terra і Traveler приймуть Північноамериканський стандарт зарядки (NACS) і підтримуватимуть швидку зарядку потужністю 350 кВт, а також двонаправлену зарядку для додаткової функціональності в реальних сценаріях.